# Кинтеро, Марио
Марио Сесар Кинтеро Падрон (исп. Mario César Quintero Padrón; 10 января 1924, Сан-Луис, Пинар-дель-Рио — 26 января 2017, Гавана) — кубинский баскетболист, тренер, судья. Участник летних Олимпийских игр 1948 и 1952 годов, серебряный призёр Центральноамериканских и Карибских игр 1946 года, бронзовый призёр Центральноамериканских и Карибских игр 1950 года.

## Биография
Марио Кинтеро родился 10 января 1924 года в кубинском городе Сан-Луис.
В составе сборной Кубы по баскетболу дважды выигрывал медали Центральноамериканских и Карибских игр: серебряную в 1946 году в Барранкилье, бронзовую в 1950 году в Гватемале.
В 1948 году вошёл в состав сборной Кубы по баскетболу на летних Олимпийских играх в Лондоне, занявшей 13-е место. Провёл 7 матчей, набрал 36 очков (13 в матчах со сборной Ирана, 7 — с Ирландией, 6 — с Аргентиной, по 5 — с Францией и Перу).
В 1951 году участвовал в первых Панамериканских играх в Буэнос-Айресе, где кубинские баскетболисты заняли 4-е место.
В 1952 году вошёл в состав сборной Кубы по баскетболу на летних Олимпийских играх в Хельсинки, поделившей 13-16-е места. Провёл 6 матчей, набрал 58 очков (19 в матче со сборной Болгарии, 18 — с Бельгией, 12 — с Египтом, 5 — с Чили, 4 — с Францией).
Тренировал женскую сборную Кубы на чемпионатах мира 1953 года в Сантьяго и в 1957 году в Рио-де-Жанейро, где его подопечные оба раза занимали последнее место — соответственно 10-е и 12-е.
В 1956—1968 годах тренировал мужскую сборную Кубы.
Параллельно занимался судейством матчей. В 1953 году стал первым кубинцем, который получил международную категорию. Отсудил более тысячи международных матчей, в том числе на летних Олимпийских играх 1968, 1972, 1976 и 1980 годов, чемпионатах мира 1974 и 1978 годов, на трёх Панамериканских играх и четырёх Центральноамериканских и Карибских играх.
Умер 26 января 2017 года в кубинском городе Гавана.